# Дривотинов, Борис Владимирович
Бори́с Влади́мирович Дривоти́нов (14 марта 1922, Вольск, Саратовская губерния, РСФСР — 7 июня 2016 года) — белорусский советский невролог, доктор медицинских наук, профессор, основоположник белорусской научно-педагогической школы вертеброневрологии, заслуженный врач Республики Беларусь, почётный академик Белорусской академии медицинских наук, Лауреат государственной премии в области науки, врач высшей категории. Американским биографическим институтом и кембриджским биографическим центром профессор назван «Человеком года (1997, 2012)» и внесён в американское и английское издание «Выдающиеся люди XX столетия». Кембриджским биографическим центром он внесен в «100 выдающихся профессионалов в области здравоохранения». Почётный доктор Белорусского государственного университета физической культуры. Почётный доктор Белорусского государственного медицинского университета.

## Биография
Родился в городе Вольске Саратовской губернии (ныне Саратовской области). В 1940 году окончил 18 среднюю школу в городе Минске.
- 1940—1941 гг. — курсант Тамбовского авиационного училища,
- 1941—1944 гг. — участник Великой Отечественной войны в составе бомбардировочного авиаполка на Юго-Западном и 3-м Украинском фронтах,
- 1945—1950 гг.— студент Минского медицинского института,
- 1950—1954 гг. — клинический ординатор кафедры нервных и нейрохирургических болезней Минского Государственного Медицинского Института,
- 1954—1957 гг. — аспирант кафедры нервных и нейрохирургических болезней,
- 1957—1966 гг. — ассистент кафедры,
- 1958—1964 гг. — одновременно работал главным врачом второй объединенной клинической больницы города Минска — крупнейшего на то время, клинического объединения республики, в которое помимо стационара на 855 коек входили 6 поликлиник и 36 здравпунктов на предприятиях,
- 1966—1974 гг. — доцент кафедры,
- 1974—2012 гг. — профессор кафедры нервных и нейрохирургических болезней Белорусского государственного медицинского Университета.

## Основные труды и достижения
Опубликовал около 500 научных работ, включая 5 монографий, 8 учебных и учебно-методических пособий, 7 изданий под научной редакцией. Создал новое направление в неврологической науке связанное с разработкой и обоснованием аутоиммунного патогенеза остеохондроза позвоночника и его клинических проявлений, а также с применением вычислительных кибернитических методов для ранней диагностики, прогнозирования тяжести течения и исхода неврологических проявлений остеохондроза позвоночника и других заболеваний нервной системы.
Вместе с учениками разработал автоматизированные системы для ранней диагностики и прогнозирования пояснично-крестцового радикулита, дискогенной люмбосакральной радикуломиелоишемии, исхода синдромов шейного остеохондроза и невралгии тройничного нерва, осложнений ишемического и геморрагического инсультов, клинических проявлений алкогольной полиневропатии, поражения каудального отдела спинного мозга и конского хвоста, показания для хирургического лечения пояснично-крестцового радикулита, невралгии тройничного нерва.
Впервые опубликовал историю 2-й городской клинической больницы города Минска (1960), а также совместно с академиком Ф. В. Олешкевичем впервые опубликовал историю кафедры нервных и нейрохирургических болезней БГМУ (2004).
Подготовил 19 кандидатов наук.

## Основные работы
1. «Элементы топической диагностики заболеваний нервной системы» 1963
2. «Неврологические нарушения при поясничном остеохондрозе» 1979
3. «Прогнозирование и диагностика дискогенного пояснично-крестцового радикулита» 1982.
4. «Справочник невропатолога поликлиники» 1988.
5. «Поражение нервной системы при эндокринных болезнях» 1989.
6. «Физическая реабилитация при неврологических проявлениях остеохондроза позвоночника» 2010.
7. «Неврологические проявления остеохондроза позвоночника» 2011.
8. «Неврология и нейрохирургия» 2013.

## Награды и признание
- Орден Отечественной войны I степени
- Орден «Знак Почёта»
- Медаль «За боевые заслуги»
- Медаль «За победу над Германией в Великой Отечественной войне 1941—1945 гг.»
- медаль «За оборону Сталинграда»
- 17 медалей
- Значок «Отличнику здравоохранения» (СССР)
- Значок «Отличнику санитарной обороны» СССР
- Лауреат Государственной премии Республики Беларусь (1994)
- Заслуженный врач Республики Беларусь (2000)
- грамоты и премии МЗ СССР, БССР, Республики Беларусь, ЦК ВКПБ, Совета Министров СССР, ЦК ВЛКСМ, ВЦСПС, КПСС.